# L'ultimo boy scout
L'ultimo boy scout (The Last Boy Scout) è un film d'azione del 1991 diretto da Tony Scott e interpretato da Bruce Willis e Damon Wayans

## Trama
Joseph Hallenbeck è un ex agente dei Servizi Segreti americani caduto in disgrazia per avere pestato i piedi a un senatore. Abile agente, durante il servizio ha persino salvato la vita al Presidente Jimmy Carter. Ora si guadagna da vivere come detective privato, gestendo una piccola agenzia a Los Angeles assieme al socio e amico Mike Matthews. Joe ha numerosi problemi personali. È a un passo dall'alcolismo, è odiato dalla figlia tredicenne Darian e non riesce ad avere un dialogo con sua moglie Sarah. Un giorno, mentre torna da una missione a Las Vegas, scopre il tradimento della moglie con Mike; malgrado ciò accetta ugualmente un lavoro di protezione di una cliente che gli viene affidato dall'amico poco prima che quest'ultimo rimanga vittima di un attentato dinamitardo.
Il compito di Joe è quello di proteggere Cory, una spogliarellista, da un balordo. Sembra un lavoro facile, ma all'uscita dello strip club dei killer professionisti ingaggiano una sparatoria e benché il detective riesca a fermarli Cory viene uccisa. Condotto alla centrale di polizia per la deposizione Joe comincia a pensare che ci sia un legame tra l'omicidio della ballerina e quello di Mike e che a spaventarla fosse molto più che un ubriacone. Perciò decide di indagare aiutato da Jimmy Dix, fidanzato di Cory ed ex quarterback degli "Stallions" squalificato a vita a causa di alcune scommesse illegali causate dal suo abuso di droga. Joe e Jimmy scoprono ben presto che Cory è stata assassinata perché ricattava Shelly Marcone: malavitoso, uomo d'affari e proprietario degli Stallions poiché questi ha intenzione di corrompere il senatore Baynard affinché la commissione che presiede possa dare il via libera al gioco d'azzardo legalizzato. Mike è stato eliminato in modo che non potesse più indagare.
I due però vengono rapiti dagli scagnozzi di Marcone che ha intenzione di fare assassinare il Senatore che non ha accettato la mazzetta perché troppo avido e di far ricadere la colpa su Joe perché ha un movente visti i risentimenti verso Baynard dato che fu quest'ultimo a farlo allontanare dal suo precedente incarico e rovinargli la vita. L'intenzione di Marcone è quella di sostituire durante la consegna la valigetta dei soldi con una contenente dell'esplosivo e creare prove false affinché sembri che sia stato proprio Joe a consegnare il mortale contenuto. Quando tutto sembra perduto Darian, che nonostante tutto vuole molto bene al padre, riesce a scovare i due e con un trucco a passare al genitore un'arma con cui sbaraglia i criminali.
Malgrado l'astio di Joe verso Baynard la prossima mossa è quella di salvare la vita al senatore; i due riescono a intercettare la bomba diretta al politico, ma devono anche fermare Marcone prima che metta in atto il piano di riserva. Con la bomba in una valigetta sul sedile posteriore e i soldi nel bagagliaio di una BMW si recano allo stadio per affrontare Marcone, ma vengono nuovamente fermati dagli uomini del boss il quale sicuro della vittoria confida che Baynard, che si trova in tribuna ad assistere alla partita, verrà ucciso con un fucile di precisione. Quando sembra che non ci sia via di scampo una trovata dell'ex giocatore salva la situazione e, benché Marcone riesca a fuggire, Joe e Jimmy fermano il killer. Tutto è risolto, all'appello manca solo il proprietario degli Stallion: mentre si decide sul da farsi un'esplosione squarcia la quiete che si era formata. Lo scoppio è avvenuto in casa di Marcone, il criminale infatti aveva sottratto dalla BMW del duo la valigetta contenente l'esplosivo anziché quella contenente il denaro. Alla fine del film, Joe e Sarah risolvono i loro problemi coniugali rimettendosi insieme, dopodiché l'uomo propone a Jimmy di diventare suo socio come investigatore privato.

## Produzione
Il film è stato girato in 90 giorni, fra l'11 marzo e il 9 giugno 1991, a Los Angeles. La lavorazione fu piuttosto turbolenta, a causa dei contrasti fra alcuni membri del cast e le continue riscritture dello script da parte dello sceneggiatore Shane Black, in quanto gli studios facevano pressione per rendere la pellicola, con la presenza di Willis, una sorta di seguito di Trappola di cristallo, costringendolo a riscrivere diverse parti per allontanarsi dall'idea originale. Lo stesso Shane Black e il regista Tony Scott anni dopo affermarono che, secondo loro, lo script originale era molto meglio del prodotto finale.

## Distribuzione
Il film è uscito negli Stati Uniti il 13 dicembre 1991, mentre in Italia uscì il 26 marzo 1992.

## Curiosità
- La Silver Pictures pagò Shane Black per la sceneggiatura con una cifra record di 1,75 milioni di dollari. Il precedente detentore del record, Joe Eszterhas, decise di riappropriarsi del primato e ci riuscì vendendo la sceneggiatura di Basic Instinct a 3 milioni di dollari, per essere superato di nuovo dallo stesso Shane Black, che vendette la sceneggiatura del film Spy a 4 milioni di dollari, ritornando lo sceneggiatore più pagato di sempre.
- Inizialmente per interpretare Joe Hallenbeck e Jimmy Dix erano stati presi in considerazione, rispettivamente, Jack Nicholson e Mel Gibson.
- Quentin Tarantino ha dichiarato di essere un grande fan del film.

## Citazioni e riferimenti
- In una scena Darian, la figlia di Joe, sta guardando Arma letale alla TV, film scritto da Shane Black, lo stesso sceneggiatore de L'ultimo boy scout.
- Durante l'inseguimento automobilistico Jimmy dice a Joe che è alla guida, «Joe, se acceleri ancora un po' torniamo indietro nel tempo!», riferendosi a Ritorno al futuro e alla DeLorean, che per viaggiare nel tempo deve superare le 88 miglia orarie.
- Nel film vi è un riferimento a Il padrino, quando Joe dice a Marcone che se fosse morto le prove contro di lui sarebbero andate dritte alla mafia, concludendo di non sorprendersi se la mattina dopo si sarebbe svegliato con una testa di cavallo accanto.
- Quando Marcone è a casa sua con la valigetta, convinto che sia quella con i soldi e invece è la bomba, prima ringrazia Dio e poi lo apostrofa con una parolaccia pesante: la scena è stata tagliata in quanto alcune comunità religiose si sono lamentate molto per la violenta espressione.[senza fonte]

## Riconoscimenti
- 1992 – MTV Movie & TV Awards
  - Candidatura alla miglior coppia a Damon Wayans e Bruce Willis
  - Candidatura alla miglior sequenza d'azione